# Sekundarschule Thale/Nord
Die Sekundarschule Thale/Nord ist eine öffentliche Sekundarschule im nördlichen Teil der Stadt Thale in Sachsen-Anhalt. Schulträger ist der Landkreis Harz. 

## Geschichte
Die Schule wurde im Rahmen der Erweiterung der Stadt Thale nördlich der Bode und westlich des Klosters Wendhusen im Rahmen des geplanten Plattenbauviertels „Blankenburger Straße“ gebaut. Das Schulgebäude ist dabei als Typ Erfurt ausgeführt, die Turnhalle als Typ KT60. Grundsteinlegung war im Frühjahr 1986 und bereits am 30. August 1986 war die Eröffnung als V. Polytechnische Oberschule Thale. Im Januar 1989 wurde die Schule nach Karl Liebknecht umbenannt. Nach der politischen Wende wurde die Polytechnische Oberschule zu einer Sekundarschule mit Realschulbildungsgang umgewandelt und legte den Namen Karl Liebknechts bereits wieder ab.
Heutzutage ist sie die einzige Sekundarschule in der Stadt Thale und seinen Ortsteilen und wird als offene Ganztagsschule betrieben.
Die Schule wurde 2014/2015 für rund 1,2 Millionen Euro mittels des Förderprogramms STARK III saniert und am 6. Juli 2013 in Beisein des Kultusministers Stephan Dorgerloh wieder übergeben.
Das Gebäude verfügt über 13 Unterrichtsräume.
Ein bekannter ehemaliger Schüler ist Thomas Balcerowski, ehemaliger Bürgermeister von Thale, derzeit Landrat des Landkreises Harz.

## Schülerzahlen
- Schuljahr 2007/2008: 251[5]
- Schuljahr 2008/2009: 192[5]
- Schuljahr 2012/2013: 230[6]
- Schuljahr 2013/2014: 240[6]
- Schuljahr 2017/2018: 230[7]
- Schuljahr 2018/2019: 243[8]
- Schuljahr 2021/2022: 229[9]
- Schuljahr 2024/2025: 224[10]